# Guldörnen
Guldörnen (ryska: Золотой Орёл Zolotoj Orjol) är ett ryskt pris för inhemsk film och TV som delas ut årligen av Rysslands nationella filmakademi. Det instiftades 2002 av Nikita Michalkov som ett alternativ till det äldre priset Nika, till följd av en politisk strid inom Rysslands filmindustri. Till skillnad från Nika, som är ett renodlat filmpris, delas Guldörnen ut både för film- och TV-produktioner.

## Kategorier
År 2016 fanns följande kategorier:
- Bästa film
- Bästa TV-film eller miniserie (upp till tio avsnitt)
- Bästa TV-serie (fler än tio avsnitt)
- Bästa dokumentärfilm
- Bästa kortfilm
- Bästa animerade film
- Bästa regi
- Bästa manus
- Bästa kvinnliga huvudroll – film
- Bästa kvinnliga huvudroll – TV
- Bästa manliga huvudroll – film
- Bästa manliga huvudroll – TV
- Bästa kvinnliga biroll
- Bästa manliga biroll
- Bästa foto
- Bästa scenografi
- Bästa kostym
- Bästa musik
- Bästa klippning
- Bästa ljud
- Bästa smink och mask
- Bästa visuella effekter
- Bästa utländska film
- För bidrag till filmkonsten